# رودولفو نيري فيلا
رودولفو نيري فيلا (بالإسبانية: Rodolfo Neri Vela)‏ (و. 1952 – م) هو مهندس، وعالم، ورائد فضاء من المكسيك . ولد في Chilpancingo .

## ريادة الفضاء
شارك في المهمات الفضائية:
- STS-61-B.[6]

## التعليم
تعلم في جامعة برمنجهام، والجامعة الوطنية المستقلة في المكسيك، وجامعة إسيكس